# Mona Lisa (brano musicale)
Mona Lisa è un brano musicale scritto da Ray Evans e Jay Livingston per il film La spia del lago (Captain Carey, U.S.A.), prodotto dalla Paramount Pictures e uscito nel 1950; viene eseguito da Charlie Spivak e Tommy Lynn. 
Il titolo della canzone fa riferimento al celebre ritratto della Gioconda di Leonardo da Vinci.
La canzone ha vinto l'Oscar alla migliore canzone nell'ambito dei Premi Oscar 1951.
La cover di Nat King Cole, pubblicata nel 1950, è entrata nella lista della Grammy Hall of Fame nel 1992.
Altri artisti che hanno inciso o interpretato il brano sono Dennis Day, Victor Young, Art Lund, Ralph Flanagan, Moon Mullican, Conway Twitty, Jim Reeves, Me First and the Gimme Gimmes, Natalie Cole, Bing Crosby, Carl Mann, Andy Williams, Phil Octs, Willie Nelson, Little Willie Littlefield, 